# Gottfried Stumpf
Gottfried Stumpf (* 3. Januar 1884 in Bütthard; † 31. Juli 1962) war ein deutscher Reichsgerichtsrat.

## Leben
Er war der Sohn eines Landgerichtsarztes und Universitätsprofessors. Sein jüngerer Bruder war der spätere Jurist und Staatsminister Paul Stumpf. Er studierte Rechtswissenschaft an der Universität Würzburg. Seit 1902 gehörte er der Burschenschaft Germania Würzburg an. Die 1. juristische Staatsprüfung bestand er 1906 mit der Note „bestanden“ und die 2. 1909 mit der Note „II“. Zugelassen wurde 1910 als Rechtsanwalt am Landgericht Bamberg. Im Ersten Weltkrieg war er Hauptmann der Reserve. Im November wurde er gelöscht um Amtsrichter am Amtsgericht München zu werden. April 1921 wurde Staatsanwalt am Landgericht München II. 1929 ernannte man ihn zum Landgerichtsrat und Amtsrichter am Landgericht München I und am Amtsgericht München. Dezember 1929 war er nur noch am Landgericht. Neujahr 1933 wurde er zum Oberstaatsanwalt in Memmingen befördert. Im März 1935 wechselte er wieder auf die Richterbank als Oberlandesgerichtsrat in München. Im März 1937 wurde er an das Reichsgericht berufen.
Im Juni 1945 lässt er sich nach Bayern beurlauben, und entgeht so der Verhaftung durch den NKWD. Er verfasste später mehrere Formularbücher.

## Mitgliedschaften
- 1. Mai 1933 NSDAP (Mitgliedsnummer 3.550.088)
- 1. November 1933 Mitglied der SA

- 9. November 1934 Scharführer
- 30. Januar 1937 Oberscharführer
- Juli 1934 Mitglied der Gesellschaft für Rassenhygiene
- Mitglied des Handelsrechtsausschusses der Akademie für Deutsches Recht

## Ehrungen
- 20. April 1938 Silbernes Treuedienst-Ehrenzeichen
- Kriegsverdienstkreuz II. Klasse mit Schwertern

## Werke
- Formularbuch für Verträge, München u. a. 1950 (mit Herbert Nath, Paul Justin Schilling)
- Formularbuch für Gerichts-, Verwaltungs- und Steuersachen, München u. a. 1949 (mit Leo Herbst)